# Zoja Kluczko
Zoja Fedoriwna Kluczko (ukr. Зоя Федорівна Ключко́; ur. 20 maja 1933 w Piskach, zm. 4 czerwca 2016 w Kijowie) – ukraińska entomolożka, profesor, pracownica Uniwersytetu Kijowskiego.

## Życiorys
Pochodziła z rodziny nauczycielskiej. Ukończyła szkołę średnią nr 72 w Kijowie w 1950 roku ze złotym medalem. W latach 1950–1955 studiowała na wydziale biologii Kijowskiego Uniwersytetu Narodowego im. Tarasa Szewczenki. Ukończyła te studia z wyróżnieniem, w specjalności: biolog zoolog. W latach 1955–1958 kształciła się na studiach podyplomowych na Wydziale Zoologii Bezkręgowców Uniwersytetu Kijowskiego. W 1961 roku uzyskała tytuł kandydata nauk na podstawie dysertacji pt. Совки западных областей Украины (pol. Sówki zachodniej Ukrainy). Pracowała od 1967 roku na Uniwersytecie Kijowskim, od 1973 roku jako profesor nadzwyczajny. W 1986 roku uzyskała stopień doktora nauk biologicznych, a w 1989 roku tytuł profesora. Na uczelni prowadziła zajęcia m.in. z entomologii, zoologii, ekologii.
Należała m.in. do Societas Europaea Lepidopterologica.

## Dorobek naukowy
Zajmowała się w swoich badaniach głównie rodziną sówkowatych. Napisała ponad 130 prac naukowych i 12 monografii z zakresu nauk biologicznych, m.in. Совки України (pol. Sówki Ukrainy, 2006), Біологічне різноманіття України. Дніпропетровська область […] Частина 2. Совки (Lepidoptera: Noctuidae) (pol. Różnorodność biologiczna Ukrainy. Obwód dniepropietrowski. Część 2. Sówki, 2011).